# (37429) 2001 YE105
2001 YE105 (asteroide 37429) é um asteroide da cintura principal. Possui uma excentricidade de 0.12480080 e uma inclinação de 3.74096º.
Este asteroide foi descoberto no dia 17 de dezembro de 2001 por LINEAR em Socorro.